# 普門寺 (大府市)
普門寺（ふもんじ）は、愛知県大府市横根町石丸94にある曹洞宗の寺院。
山号は海雲山。本尊は観音菩薩。豊明市の曹源寺と本末関係にある。大府市横根町の薬師寺、大府市北崎町の庚申寺は普門寺の末寺である。知多四国霊場3番札所、尾張三十三観音霊場5番札所、知多西国三十三所霊場27番札所、大府七福神（大黒尊天）。

## 歴史

### 創建
白鳳元年（673年）、流れてきた十一面観音木像を本尊として堂宇を建てたのが始まりとされる。後に観音堂から普門庵に改称した。

### 近世
元和年間（1615年～1624年）、曹源寺3世の雪山寿盛が再興して曹洞宗の寺とした。明和7年（1770年）に開創された知多西国三十三所霊場の札所となった。
天保年間（1830年～1844年）、曹源寺の正道得眼が本堂などを再建して再興した。

### 近代・現代
1945年（昭和20年）5月17日には名古屋市の市街地南部に焼夷弾が落とされたが、この余波として大府町内の普門寺や大府飛行場にも落とされた。
1955年（昭和30年）には尾張三十三観音霊場の札所となった。1991年（平成3年）には大府七福神の札所（大黒天）となった。

## 境内

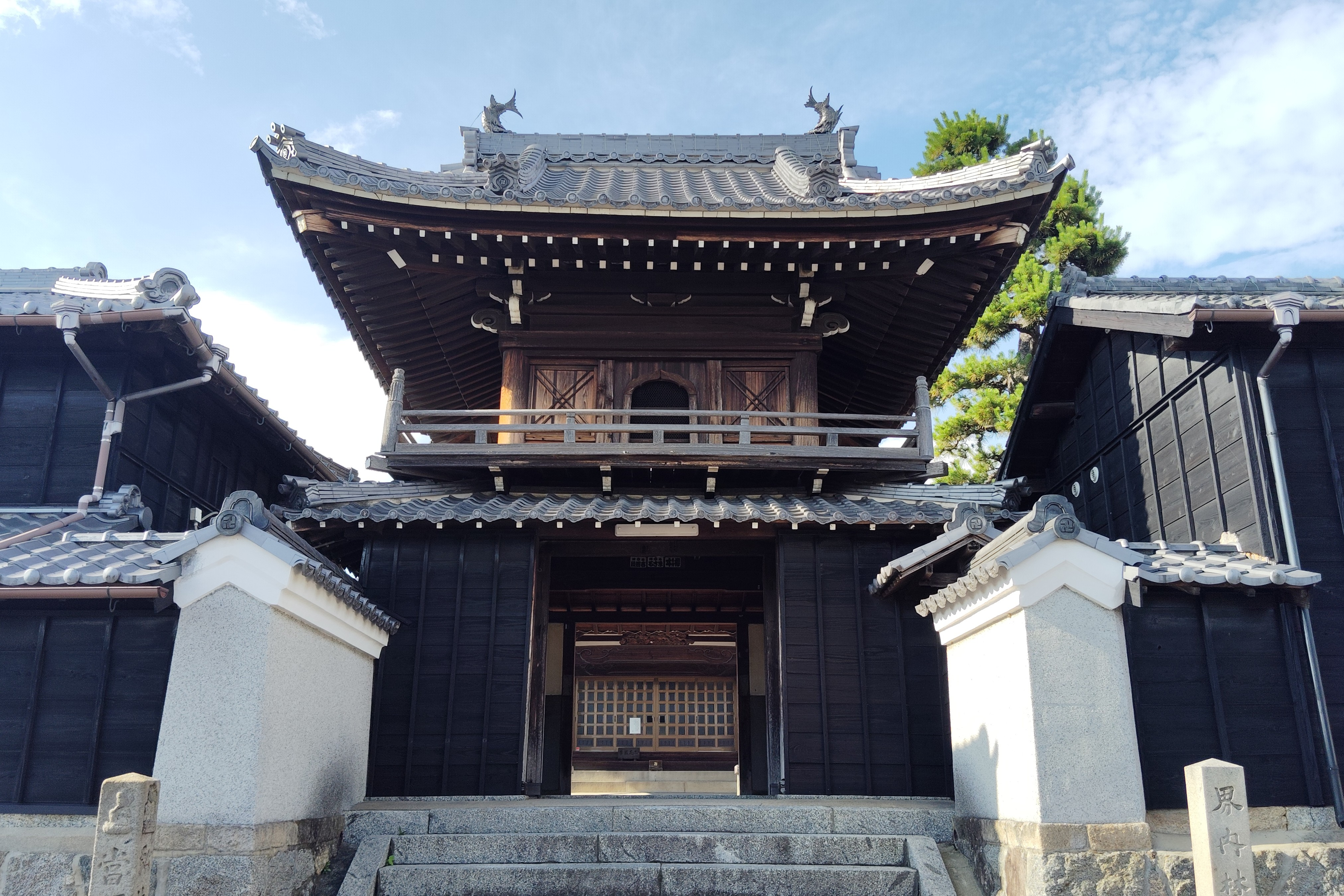
山門

- 本堂
- 山門
- 観音堂
- 納経所
- 手水舎

## 文化財
- 十一面観世音菩薩立像 - 平安時代の作[4]。秘仏。1973年（昭和48年）7月10日指定。

## 現地情報
所在地
- 愛知県大府市横根町石丸94

交通アクセス
- JR東海道本線大府駅から車で約12分